# Saima Murić
Saima Murić (serbisch-kyrillisch Саима Мурић, * 19. Mai 2006 in Novi Pazar) ist eine serbische Leichtathletin, die sich auf den Mittelstreckenlauf spezialisiert hat.

## Sportliche Laufbahn
Erste internationale Erfahrungen sammelte Saima Murić im Jahr 2022, als sie bei den U20-Balkan-Hallenmeisterschaften in Belgrad in 4:33,60 min den fünften Platz im 1500-Meter-Lauf belegte. Mitte Juni gewann sie bei den U18-Balkan-Meisterschaften in Bar in 4:38,99 min die Silbermedaille und anschließend schied sie bei den U18-Europameisterschaften in Jerusalem mit 4:37,73 min in der Vorrunde aus, ehe sie beim Europäischen Olympischen Jugendfestival (EYOF) in Banská Bystrica mit 4:25,90 min auf Rang vier gelangte. Im Dezember gelangte sie bei den Crosslauf-Europameisterschaften in Turin nach 13:51 min auf Rang 20 im U20-Rennen. Im Jahr darauf gelangte sie bei der 2. Liga der Team-Europameisterschaft, die im Zuge der Europaspiele in Chorzów stattfand, mit 4:29,35 min auf den 13. Platz und anschließend belegte sie beim EYOF in Maribor in 4:27,81 min den siebten Platz. Im August belegte sie bei den U20-Europameisterschaften in Jerusalem in 9:42,73 min den neunten Platz über 3000 Meter und siegte Anfang September in 10:03,06 min bei den U18-Balkan-Meisterschaften in Sivas. Im Dezember wurde sie bei den Crosslauf-Europameisterschaften in Brüssel nach 20:36 min 47. im U20-Rennen. 2024 belegte sie bei den U20-Balkan-Hallenmeisterschaften in Belgrad in 4:34,60 min den sechsten Platz über 1500 Meter und im März gelangte sie bei den Crosslauf-Weltmeisterschaften in Belgrad nach 21:48 min auf den 34. Platz im U20-Rennen. Im August wurde sie bei den U20-Weltmeisterschaften in Lima in 9:13,21 min Zehnte über 3000 Meter und verpasste über 1500 Meter mit 4:28,14 min den Finaleinzug. Im Dezember erreichte sie bei den Crosslauf-EM in Antalya in 17:43 min Rang 59 im U20-Rennen. 
2022 wurde Murić serbische Meisterin im 800-Meter-Lauf sowie 2024 über 3000 Meter. 2024 wurde sie zudem Landesmeisterin im Crosslauf.

## Persönliche Bestleistungen
- 800 Meter: 2:09,55 min, 28. August 2021 in Ćuprija
  - 800 Meter (Halle): 2:10,69 min, 21. Februar 2021 in Belgrad
- 1500 Meter: 4:19,88 min, 27. Juli 2024 in Kraljevo
  - 1500 Meter (Halle): 4:24,32 min, 27. Januar 2024 in Belgrad
- 3000 Meter: 9:13,21 min, 30. August 2024 in Lima